# Cung điện Thủy tinh

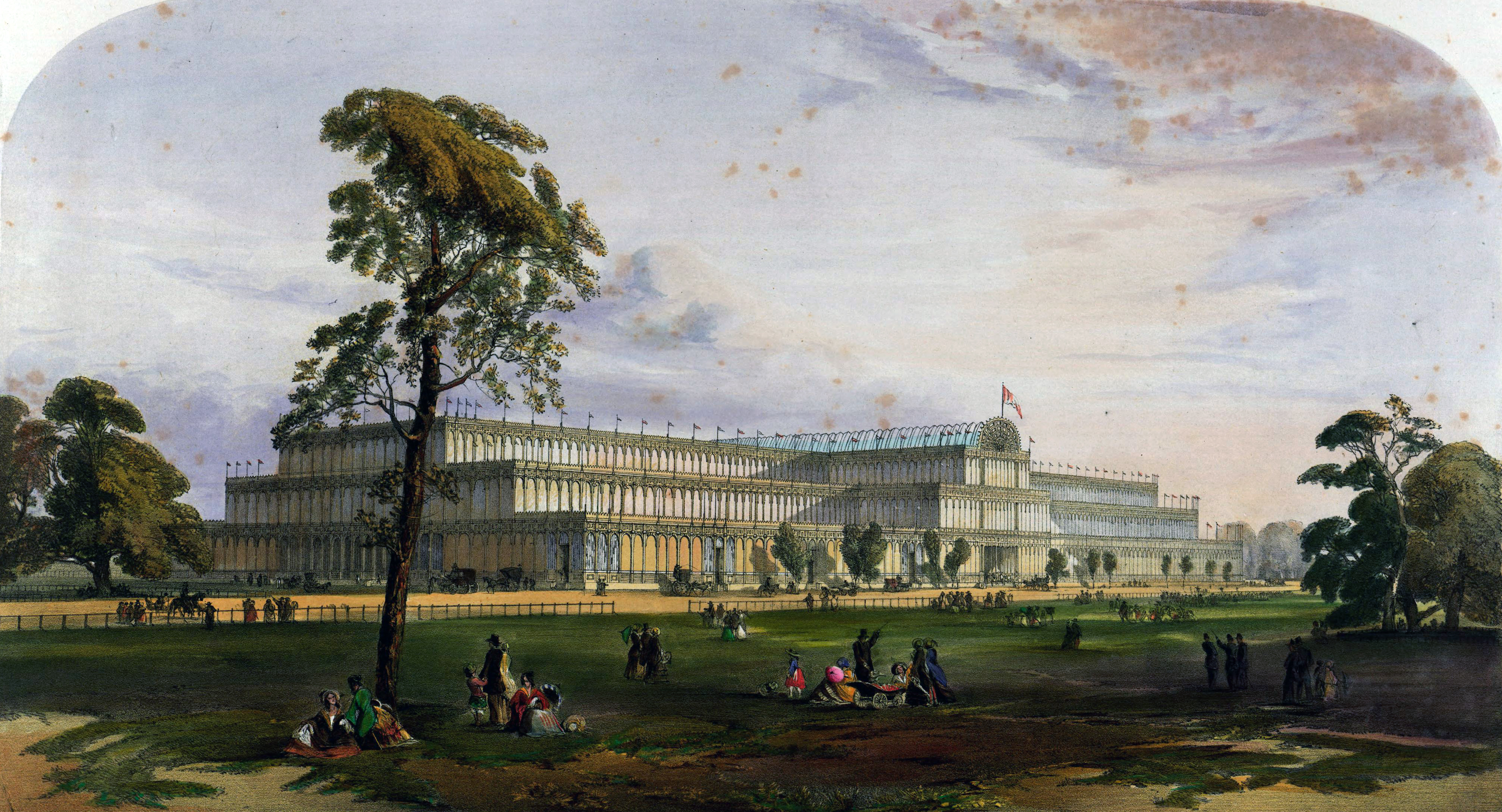
Đại Triển lãm năm 1851 tại Công viên Hyde

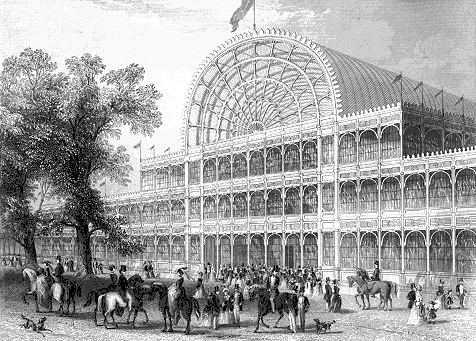
Mặt chính của Cung điện Pha Lê nguyên thủy

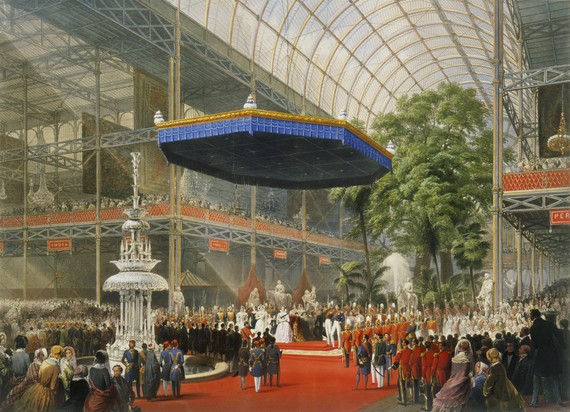
Nữ hoàng Victoria khai mạc Đại Triển lãm

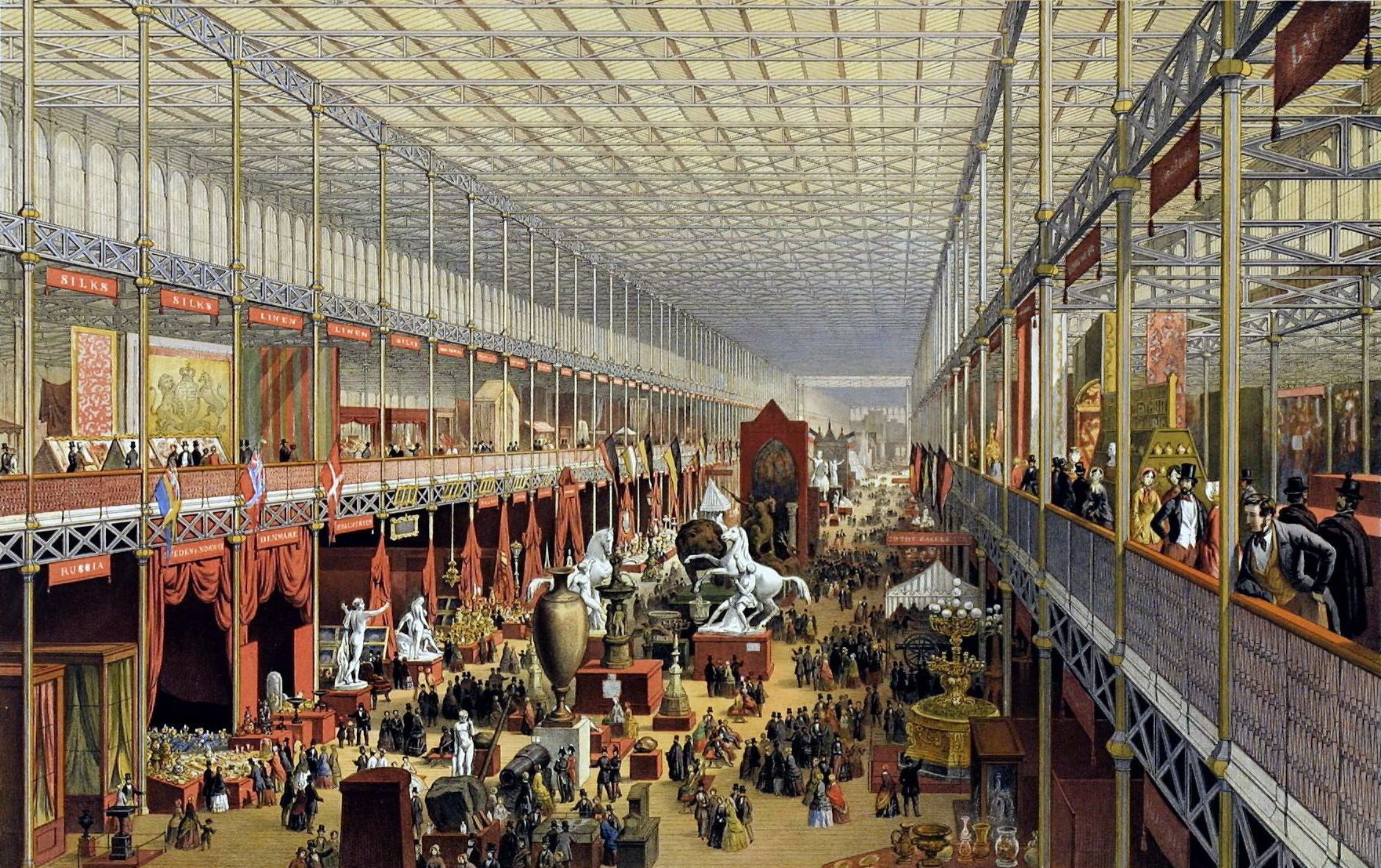
Bên trong Cung điện Pha Lê trong lúc cuộc triển lãm thế giới năm 1851

Cung điện Thủy tinh hay Cung Pha Lê (tiếng Anh: Crystal Palace) là một tòa nhà bằng thủy tinh và sắt xây dựng ban đầu được dựng lên trong Công viên Hyde ở Luân Đôn, Anh Quốc để làm nhà cho cuộc Triển lãm thế giới năm 1851, còn gọi là Đại Triển lãm. Trên 14.000 người trưng bày triển lãm từ khắp nơi trên thế giới đã tụ tập tại khu triển lãm rộng 990.000 ft² (91.974 mét vuông) của Cung điện để trưng bày mẫu vật kỹ thuật mới nhất được phát triển trong Cách mạng kỹ nghệ. Tòa nhà Đại Triển lãm được Joseph Paxton thiết kế dài 1.850 bộ (560 mét) và cao 110 bộ (33 mét), với một nơi bên trong cao 408 bộ (124 mét).
Sau triển lãm, tòa nhà được dời về nơi mà hiện tại là Upper Norwood. Tại đó nó được mở rộng thêm và đứng ở đó từ năm 1854 đến 1936. Cung điện thu hút hàng ngàn du khách thuộc mọi thành phần xã hội. Cái tên "Cung điện Pha Lê" là do tạp chí trào phúng Punch đặt. Tên sau đó được dùng để chỉ vùng phía nam London và công viên vây quanh chỗ đó - là nhà của Trung tâm Thể thao Quốc gia Crystal Palace.

## Tòa nhà Công viên Hyde ban đầu
Công trình kiến trúc bằng sắt và thủy tinh khổng lồ ở trên đỉnh Đồi Sydenham ban đầu được dựng lên trong Công viên Hyde ở Luân Đôn để làm nhà cho Đại Triển lãm năm 1851 trưng bày các sản phẩm của nhiều quốc gia khắp thế giới.
Người tạo ra Cung điện Pha Lê là Joseph Paxton được phong tước Hiệp sĩ để công nhận tác phẩm của ông. Paxton đã là người chỉ huy làm vườn ở Chatsworth tại Derbyshire nơi mà ông làm bạn với người chủ là William Cavendish, Đệ lục Công tước của Devonshire. Chính nơi đây ông đã thí nghiệm thủy tinh và sắt trong việc xây những nhà kính lớn và nhận thấy sức chịu đựng và sự bền bỉ của chúng. Ông áp dụng sự hiểu biết này vào các kế hoạch cho tòa nhà Đại Triển lãm - với kết quả đáng ngạc nhiên. Các nhà kế hoạch đã tìm kiếm sức chịu đựng, bền bỉ, đơn giản, và tốc độ trong xây dựng — và từ đây họ đã có được ý tưởng của Paxton. Theo Encyclopædia Britannica năm 2004, "Paxton một phần bị lôi cuốn bởi cấu tạo hữu cơ của hoa súng Amazon mà ông ươm trồng thành công". Dự án được tiến hành với sự chỉ huy của công trình sư William Cubitt.
Các cây elm sống và cao hết khổ trong công viên bị vây gọn vào trong đại sảnh trưng bày trung tâm gần bồn phun nước bằng thủy tinh cao 27 bộ.
Cung điện Pha Lê được xây dựng bởi khoảng 5.000 người thợ làm việc rất vất vả với thù lao rất ít và hoàn thành công việc của họ nhanh chóng. Phúc lợi của họ trở thành mối quan tâm của Catherine Marsh, người đã nhận ra các điều kiện tồi tệ mà họ đang làm việc và sự đối xử mà họ nhận được. Bà đã không từ bỏ mọi cố gắng để thấy họ được đối xử công bằng và hợp lý. Bà muốn chắc chắn rằng các bữa ăn được cung cấp cho họ.
Những nhà thầu về đồ sắt bao gồm Fox và Henderson. Số lượng 900.000 ft² (84.000 m²) kính thủy tinh được cung cấp bởi công ty đồ kính Chance Brothers tại Smethwick, Birmingham. Đây là công ty đồ kính duy nhất có khả năng cung cấp đủ lượng thủy tinh lớn như vậy và phải đưa người lao động từ Pháp qua để cho kịp thời gian.

## Dời chỗ

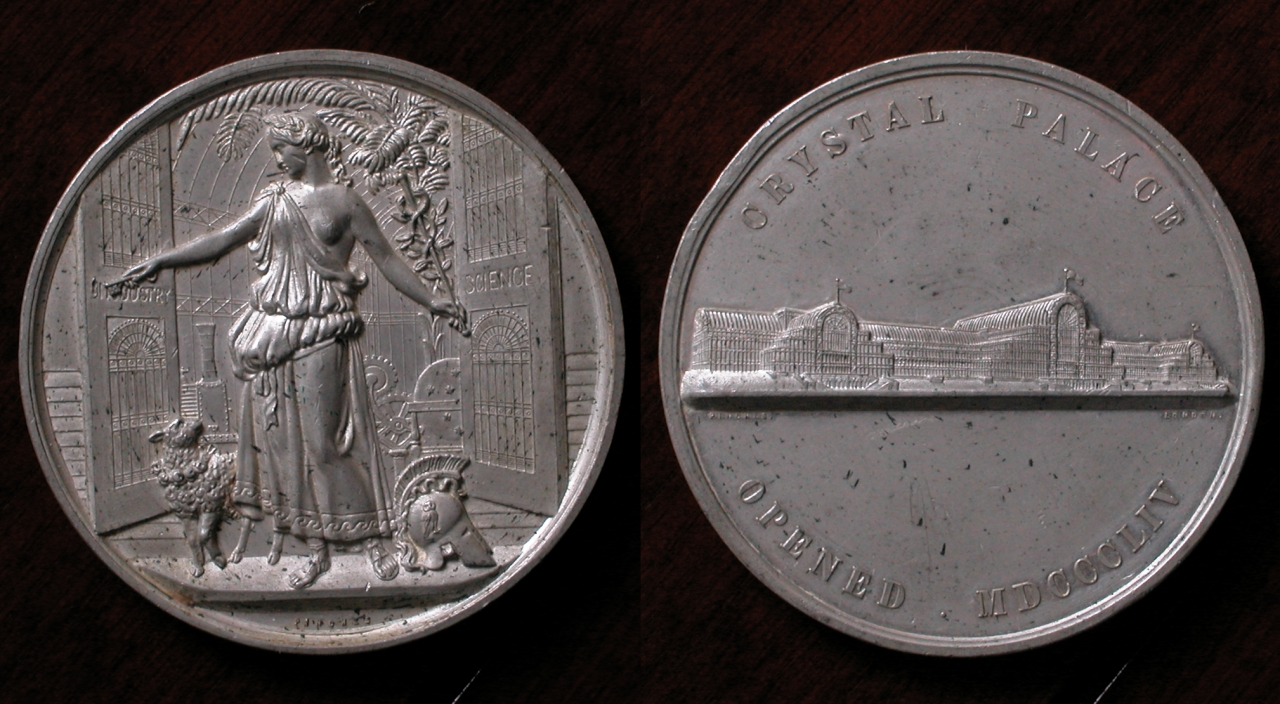
Huy chương kỷ niệm ngày dời chỗ

Đại Triển lãm chỉ kéo dài có sáu tháng, và rồi tòa nhà cần phải có công năng mới. Công trình xây dựng to lớn này được tái dựng lên trên một khu đất có tên là Quảng trường Penge đối ngược lại ý muốn của những chống đối trong Quốc hội Anh. Nó được sửa đổi lại rất nhiều và được nới rộng đến nỗi nó vượt ra khỏi giới hạn của Quảng trường Penge, cũng chính là đường phân giới giữa Hạt Surrey và Hạt Kent. Trong hai năm, Nữ hoàng Victoria của Anh một lần nữa tiến hành làm lễ khánh thành. Chỗ mới có hòa nhạc, các vật trưng bày, và giải trí công chúng.
Một vài địa phương đã tuyên bố chủ quyền khu đất mà tòa nhà được di chuyển đến. Địa chỉ đường phố của Cung điện Pha Lê là Sydenham SE26 nhưng tòa nhà và khu đất công viên thực sự thì ở trong khu đô thị Penge. Vào lúc có sự di chuyển thì đa số các tòa nhà cũng như phần lớn các khu đất đều ở trong thành phố Croydon. Năm 1899 địa giới của hạt được dời đi, chuyển toàn bộ khu đất sang đô thị Penge trong Hạt Kent.
Hai trạm đường sắt được mở để phục vụ triển lãm thường trực. Trạm Tầng Thấp vẫn còn được sử dụng là Ga Cung điện Thủy tinh (Crystal Palace Station). Phần Trạm Tầng Trên mà từ đó một đường xe điện ngầm có tuyến đến khu Diễu hành cũng có thể được trông thấy với mái trạm trổ kiểu Ý. Cổng phía nam được phục vụ bởi Ga Penge West.
Có một câu chuyện tự tạo phổ biến trong giới trẻ học sinh địa phương nói rằng Trạm Tầng Trên bị đóng là vì một chuyến xe lửa đường ngắn bị mắt kẹt trong một đường hầm bị sụp và vẫn còn nằm ở đó cho đến ngày nay. Thực tế, việc đóng cửa là vì sự giảm sút hành khách đi xe lửa trong thập niên 1950.

## Công trình nước đặc trưng

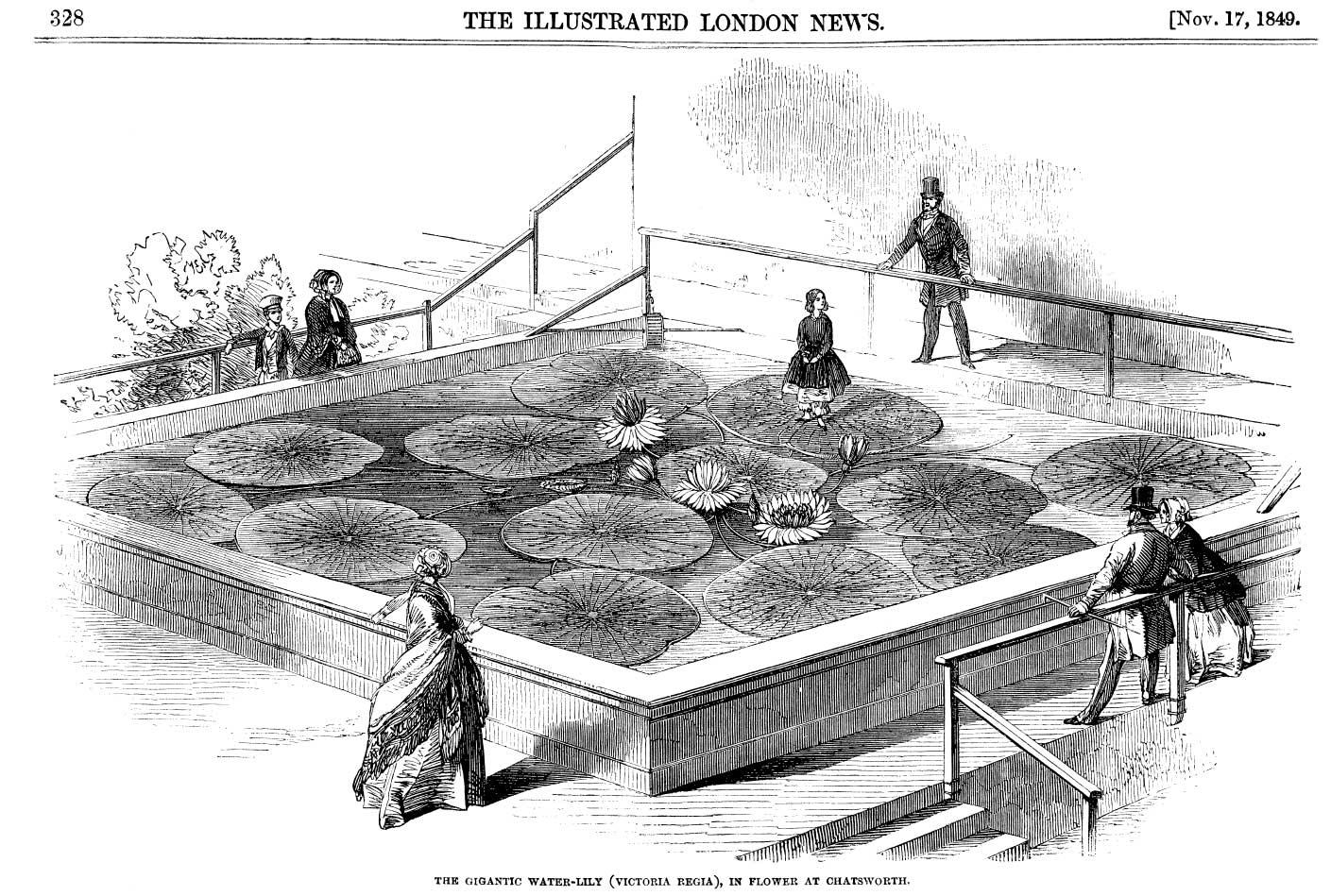
Minh họa công trình nước của Joseph Paxton ở Chatsworth

Joseph Paxton là người làm vườn đệ nhất và lỗi lạc. Khi ông bố trí các khu vườn, bồn phun nước, hòn non bộ, thác nước thì không ai có thể nghi ngờ gì về khả năng của ông. Ông đã gặp phải những khó khăn với nguồn cấp nước. Sự nhiệt tâm của ông là làm thế nào để có đủ hàng ngàn gallon nước cung cấp cho các thác nước và vô số bồn phun nước trong công viên Cung điện Pha Lê.
Đầu tiên các tháp nước được xây dựng, nhưng sức nặng của nước trong các thùng nước được nâng lên cao làm cho tháp sập xuống. Ông dò thăm ý kiến của Isambard Kingdom Brunel và nảy sinh ra các kế hoạch xây hai tháp nước thật kiên cố. Một tháp ở phía bắc và một tháp ở phía nam ngay góc cuối của tòa nhà. Mỗi tháp chống đỡ một lượng nước khổng lồ được lấy từ ba hồ chứa nằm ở hai đầu và chính giữa của công viên.
Hai năm sau đó, các bồn nước phun và thác nước lớn được mở trước sự chứng kiến một lần nữa của Nữ hoàng. Bà bị ướt sũng khi một cơn gió thổi qua cuốn các tia nước nhỏ như sương và vãy lên cỗ xe hoàng gia.

## Những điểm hấp dẫn
Các vật trưng bày gồm gần như mọi thứ kỳ công của thời kỳ Victoria, bao gồm các sản phẩm của nhiều quốc gia khắp thế giới. Có đồ gốm, đồ sứ; đồ sắt và đồ dùng phòng khách (furniture); búa hơi nước và máy nén hơi; dầu thơm và đàn piano; nhà cửa và bộ đồ lặn; vũ khí và áp kế; vải vóc và pháo hoa.

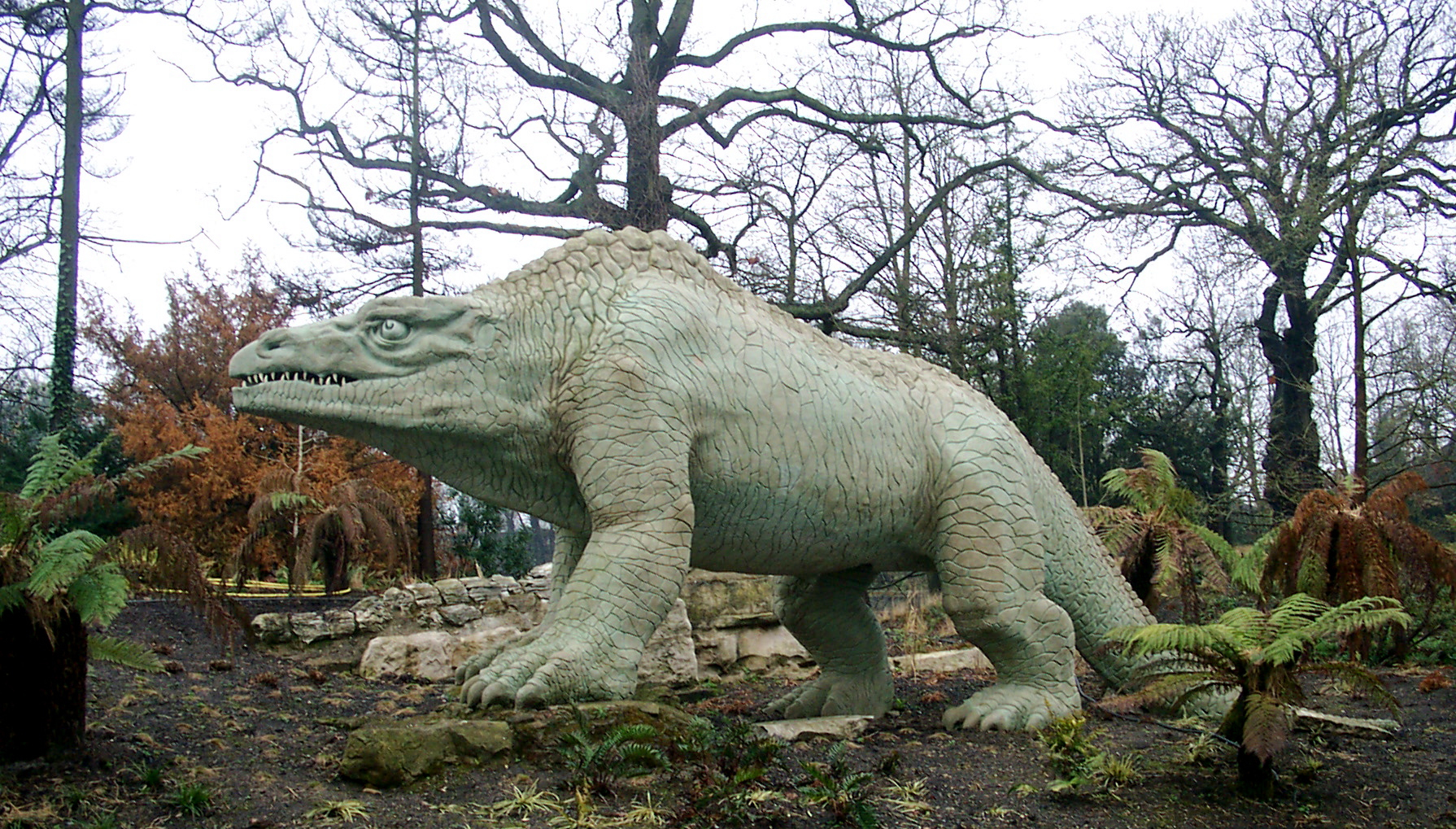
Tượng khủng long Megalosaurus của Waterhouse Hawkins

Trong số các điều hấp dẫn là việc trưng bày khủng long lần đầu tiên chưa từng có trước đây. Mô hình khủng long khổ lớn như thật (nhưng về kết cấu thì không chính xác) được Benjamin Waterhouse Hawkins thiết kế và tạo mẫu. Nó được trưng bày bên các hồ Hạ (Lower lakes), gần cổng vào Anerley và vẫn còn ở đó trong năm 2007. Hawkins tổ chức một buổi tiệc ăn tối cho 20 người bên trong thân rỗng của một trong các khủng long Iguanodon. Một dự án 4 triệu bảng Anh đã được thực hiện vào năm 2004 để trùng tu lại các khủng long và được Công tước Edinburgh chính thức làm lễ ra mắt.
Năm 1857 cơ quan đại quốc gia đặc trách Lễ hội Handel dời đến Cung điện Pha Lê. Lễ hội này là một sự kiện kéo dài ba ngày có các đoàn đại hợp ca gồm hàng ngàn người đồng ca cùng nhiều ca sĩ đơn ca hàng đầu, hòa nhạc và người điều khiển ban nhạc trình diễn thể loại nhạc Oratorio của George Frideric Handel như 'The Messiah', 'Israel in Egypt' và 'Judas Maccabaeus' trong nhiều đêm liên tục trước khán giả. Năm 1859 Lễ hội Trăm năm được tổ chức và tiếp sau đó là sự kiện này được tổ chức cứ ba năm một lần. Lần đầu tiên thu âm "sống" một buổi hòa nhạc công cộng tại Vương quốc Anh được thực hiện trên máy thu âm Phonograph cylinder trong lúc trình diễn nhạc phẩm Israel in Egypt tại Cung điện Pha Lê năm 1888. Nữ hoàng Victoria thích nơi này và nói rằng bà thấy nó như có "bùa mê".
Đa số các trận chung kết của giải FA Cup trong những năm đầu tranh tài được tổ chức trong Công viên Cung điện Pha Lê. Lần cuối cùng được tổ chức ở đó là năm 1914 khi vua George V của Anh trở thành vị vương quyền tại vị đầu tiên xem chung kết. Ngay trước khi thành lập Câu lạc bộ Bóng đá Crystal Palace, một đội bóng mang tên Crystal Palace đã chơi trong cuộc tranh tài, các cầu thủ là từ ban nhân sự của Cung điện Thủy tinh.
Trong một vài năm, cricket được Câu lạc bộ Criket Hạt London chơi tại Công viên.

## Suy tàn
Vận may của Cung điện Thủy tinh bắt đầu xuống dốc khi tiền không có để bảo trì công trình này. Xét về phạm vi lớn là vì thất bại trong việc kiếm đủ tiền qua việc thu phí tham quan. Phần đông dân chúng thích viếng thăm Cung lại không thể làm vậy vì ngày duy nhất mà họ có thể rảnh khỏi công việc làm là ngày Chủ nhật nhưng Chủ nhật lại là ngày Cung đóng cửa. Hội Lễ Chủ nhật (Lord's Day Observance Society) muốn mọi người không nên làm việc ở Cung và đi lại vào ngày Chủ nhật, và nếu ai muốn viếng thăm Cung điện Thủy tinh thì các ông chủ của họ nên cho họ thời gian nghĩ trong tuần làm việc để đi. Lẽ tự nhiên là không ai muốn làm vậy.
Năm 1911, Lễ hội Đế quốc được tổ chức tại tòa nhà để đánh dấu ngày lên ngôi của vua George V và hoàng hậu Mary. Tòa nhà rơi vào tính trạng xuống cấp nghiêm trọng và 2 năm sau đó, Robert George Windsor-Clive mua lại nó cho quốc gia để cứu nó khỏi các nhà phát triển.
Trong Chiến tranh thế giới thứ nhất, nó được dùng làm cơ sở phương tiện huấn luyện hải quân dưới tên gọi HMS Victory VI, tên không chính thức là HMS Crystal Palace. Khi chiến tranh kết thúc, nó được mở cửa trở lại như là Bảo tàng Chiến tranh Hoàng gia đầu tiên. Sir Henry Buckland nhận trách nhiệm Tổng giám đốc và mọi sự bắt đầu trở lại bình thường bao gồm biểu diễn pháo hoa vào đêm thứ năm.

## Bị thiêu cháy
Ngày 30 tháng 11 năm 1936 là ngày thảm họa cuối cùng. Trong hàng giờ, lửa thiêu trụi tất cả những gì tiêu biểu cho sự sáng tạo vô giới hạn và một đế quốc hùng mạnh. Cung điện bị phá hủy, ngọn lửa được nhìn thấy từ xa hàng dặm bừng sáng cả bầu trời đêm. Giống như vào năm 1866 khi cánh ngang phía bắc bị thiêu rụi, tòa nhà không có đủ bảo hiểm để đền bù vào chi phí tái xây dựng.
Tháp Nam được nhà tiên phong truyền hình John Logie Baird dùng thử các thí nghiệm cơ khí về truyền hình của ông và gần như các công trình của ông bị lửa thiêu hủy. Winston Churchill trên đường về nhà từ Hạ viện Anh nói, "Đây là sự kết thúc của một thời đại".
Tất cả những gì còn lại là hai tháp nước, và chúng bị tháo dở xuống trong Chiến tranh thế giới thứ hai. Lý do được nêu ra là vì Đức có thể dùng chúng làm điểm mốc bay đến London. Tháp phía bắc bị đặt chất nổ trong khi tháp phía nam được tháo xuống vì nó nằm gần các tòa nhà khác. Sau chiến tranh, nơi này được sử dụng cho một số mục đích. Giữa năm 1953 và 1973 một đường đua xe hơi diễn ra tại nơi này với sự hỗ trợ của Hội đồng Đại London.
Quỹ Cung điện Thủy tinh được thành lập năm 1979 để giữ cho ký ức và sự tôn kính sống mãi về giai đoạn này trong lịch sử Vương quốc Anh. Thảo luận về tương lại của nó tiếp tục, các kế hoạch được đưa ra nhưng chưa có kế hoạch nào được đưa vào để thực hiện.

## Mô hình mẫu
Cung điện Thủy tinh đã được dùng làm mô hình mẫu cho vài tòa nhà triển lãm khác, bao gồm Cung điện Thủy tinh New York năm 1853, Glaspalast ở München năm 1854 và Palácio de Cristal tại Porto năm 1865.
Kiểu thiết kế của Cung điện Thủy tinh cũng đã gợi cảm hứng nhiều dự án xây dựng sau này như Infomart ở Dallas, Texas và khu mua sắm Eaton Center ở Toronto. Ga xe lửa Rewley Road của Oxford năm 1851 cũng dùng kỹ thuật xây dựng tương tự.